# Pterostylis nutans
Pterostylis nutans, là một loài lan bản địa Australia và New Zealand.
Loài này có 3-6 lá và có hoa đơn màu xanh có màu trên một cuống dài 30 cm, hoa nở giữa tháng 7 và tháng 10.

## Hình ảnh

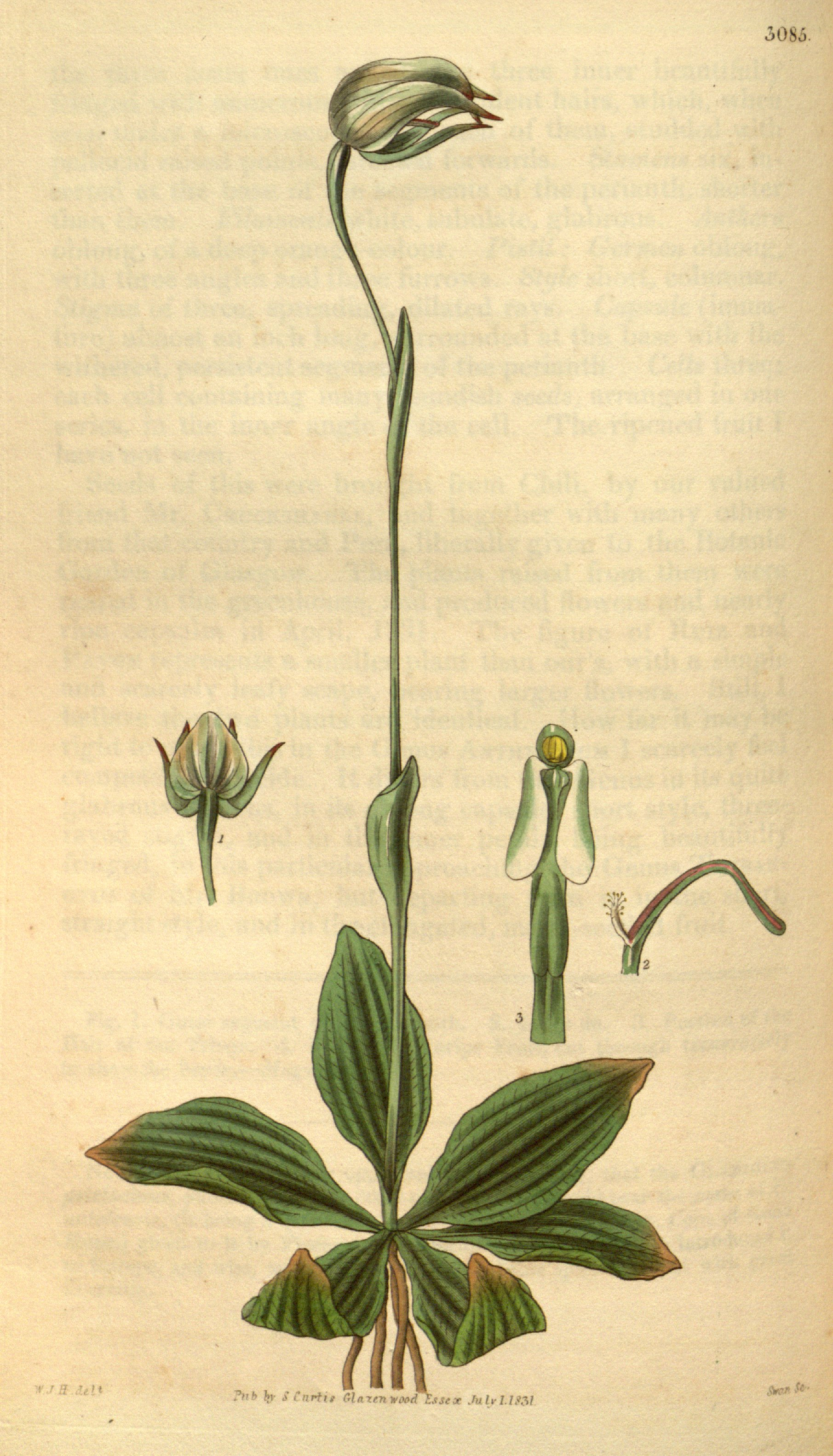
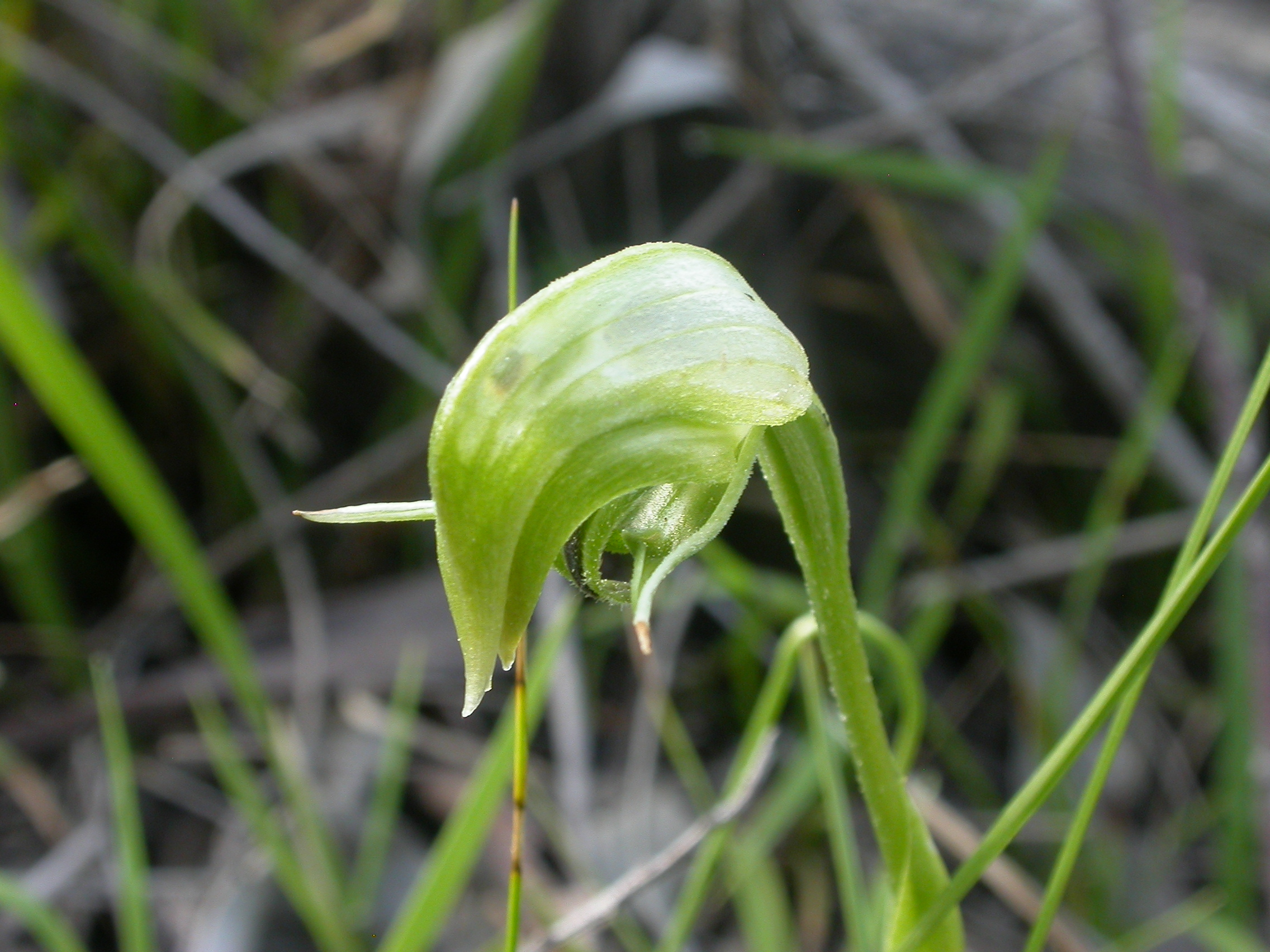
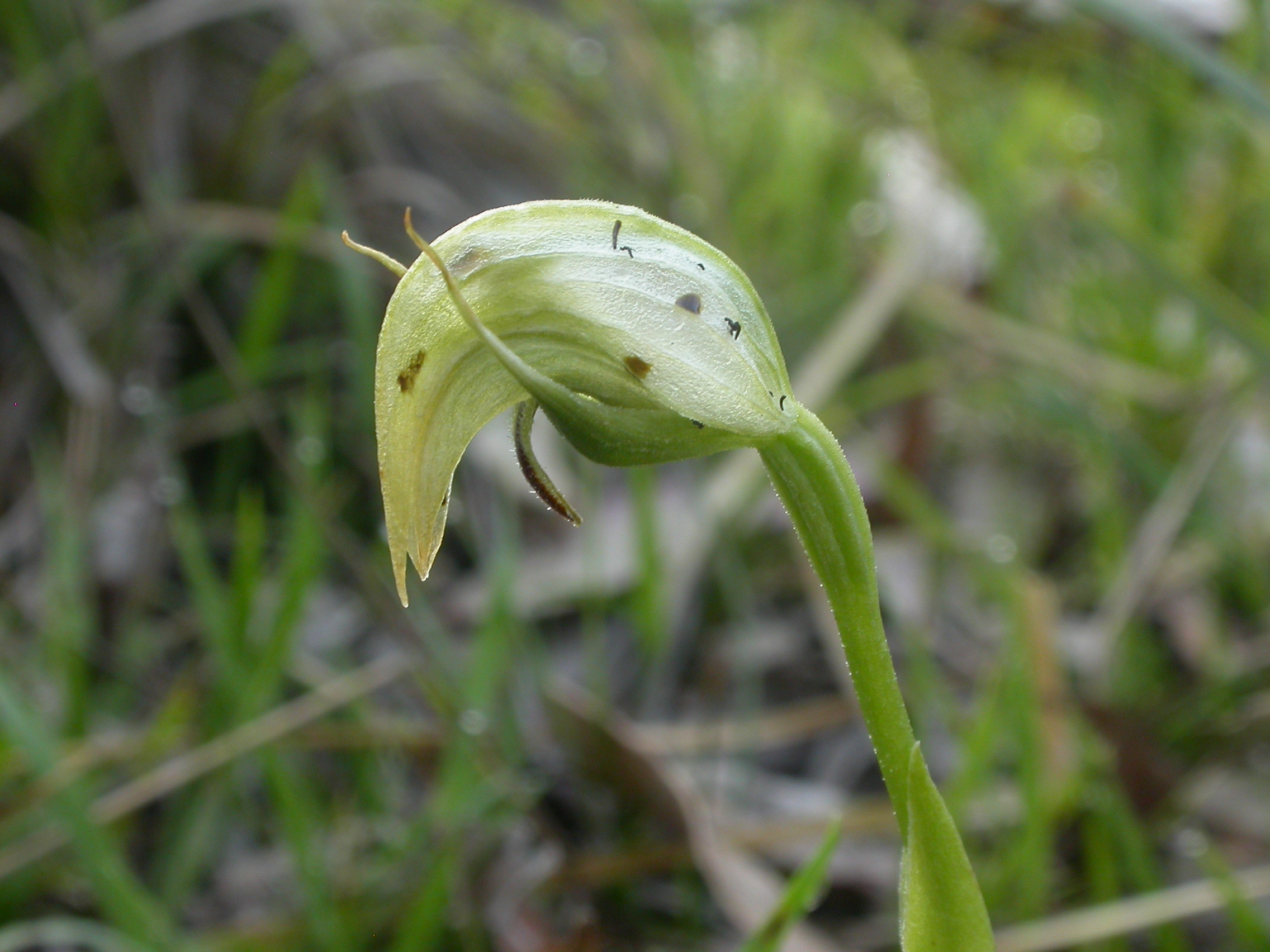
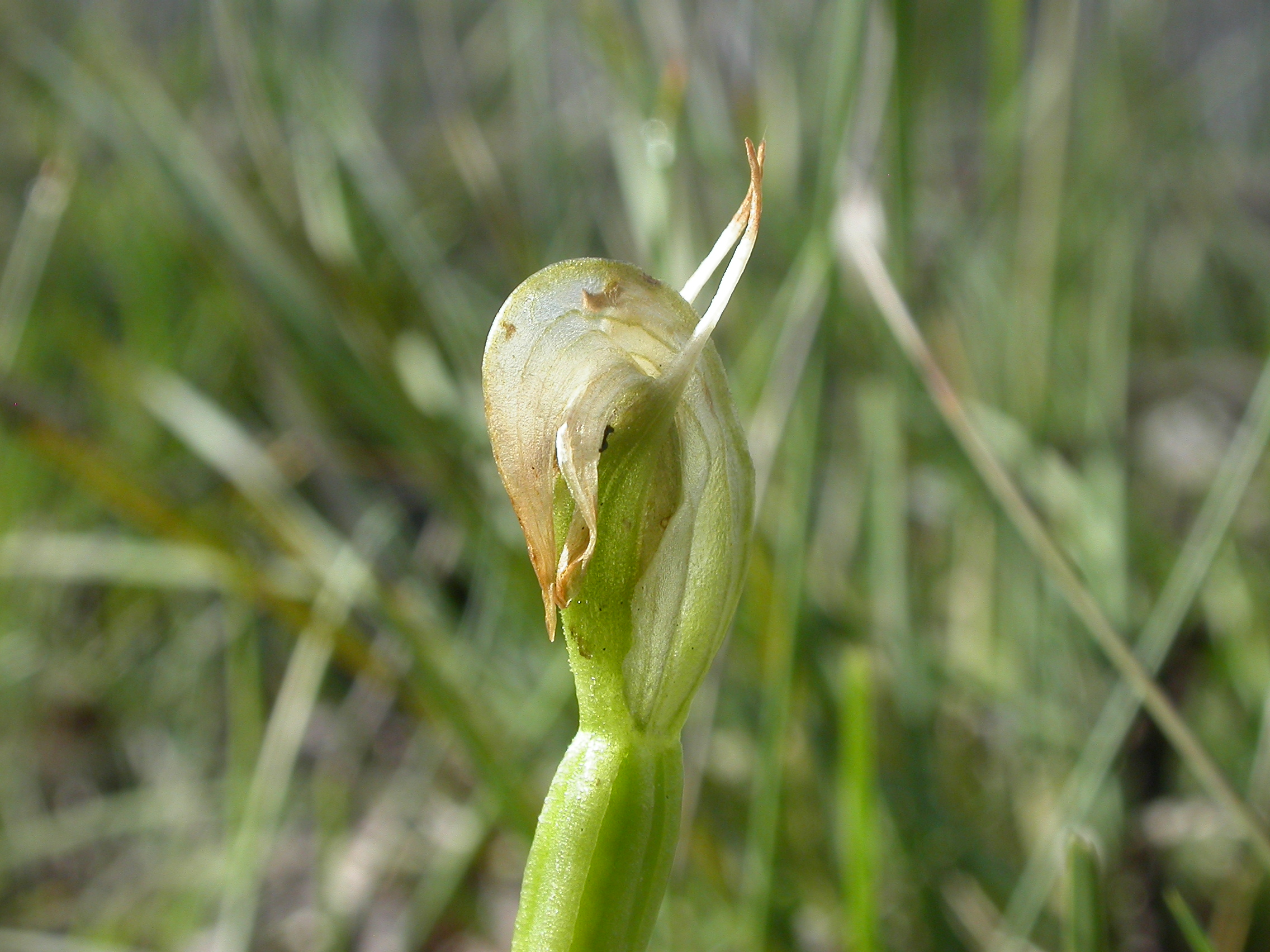